# Дан српског јединства, слободе и националне заставе
Дан српског јединства, слободе и националне заставе државни је празник који се 15. септембра празнује у Републици Србији и Републици Српској. Празник је симболично установљен да се прославља  на дан када се обележава Пробој солунског фронта. Празнује се од 2020. године.

## Историја
Идеја о успостављању заједничког празника Србије и Српске у јавност је изнета након састанка председника Републике Србије Александра Вучића и премијерке Ане Брнабић са руководством Републике Српске у августу 2020. године. На састанку је договорено да се идеја проследи надлежним државним и ентитетским органима ради даљег разматрања и одлуке о успостављању новог празника. 
Влада Републике Српске усвојила је на седници одржаној 10. септембра 2020.  закључак о празновању Дана српског јединства, слободе и националне заставе, чиме је овај празник озваничен у Српској.
Дан касније, 11. септембра, Влада Републике Србије такође је донела закључак на основу којег се овај празник званично прославља и на територији Србије.
Будући да овај празник још увек није додат у списак верских, радних или нерадних празника у Србији он се прославља незванично, али уз подршку Владе Србије. Народна скупштина Републике Србије још увек није гласала о измени и допуни Закона о државним и другим празницима у Републици Србији.

## Празновање
Циљ успостављања празника јесте пре свега оснаживање јединства између српског народа у Србији и Српској али и јачање култа националне заставе. 
Иако је у Краљевини Србији, Краљевини Југославији, СФР Југославији, па и СР Југославији својевремено култ заставе био на изузетно високом нивоу, а застава била изузетно поштована, почетком 21. века у Србији тај култ готово да је нестао, а поштовање заставе и државних симбола више није на завидном нивоу, те се скоро свуда могу видети заставе у облику и  размери који нису прописани законом. У Српској је ситуација у вези са поштовањем и истицањем заставе много боља, а циљ јесте да се ситуација у Србији поправи набоље по узору на Српску.
У државама у којима се обележава Дан заставе устаљена је пракса истицања одговарајућег облика заставе на зградама државних, покрајинских и локалних органа, јавних служби, али и на приватним објектима са циљем да се покаже поштовање према застави као једном од најзначајнијих елемената државности. Застава се у таквој прилици поставља искључиво на месту предвиђеном за њено истицање (утори, јарболи, фасадна копља,...), у складу са важећим прописима. У Србији у ту сврху државни органи држе истакнуту Државну заставу, покрајински и локални органи, као и јавне службе (школе, болнице, јавна предузећа,...) — Народну заставу, коју су дужни да вију свакодневно, док грађани могу да бирају да ли ће на својим објектима истаћи Државну или Народну заставу будући да закон не дефинише који облик заставе смеју да истичу физичка лица.